# 더 스카탈리테스

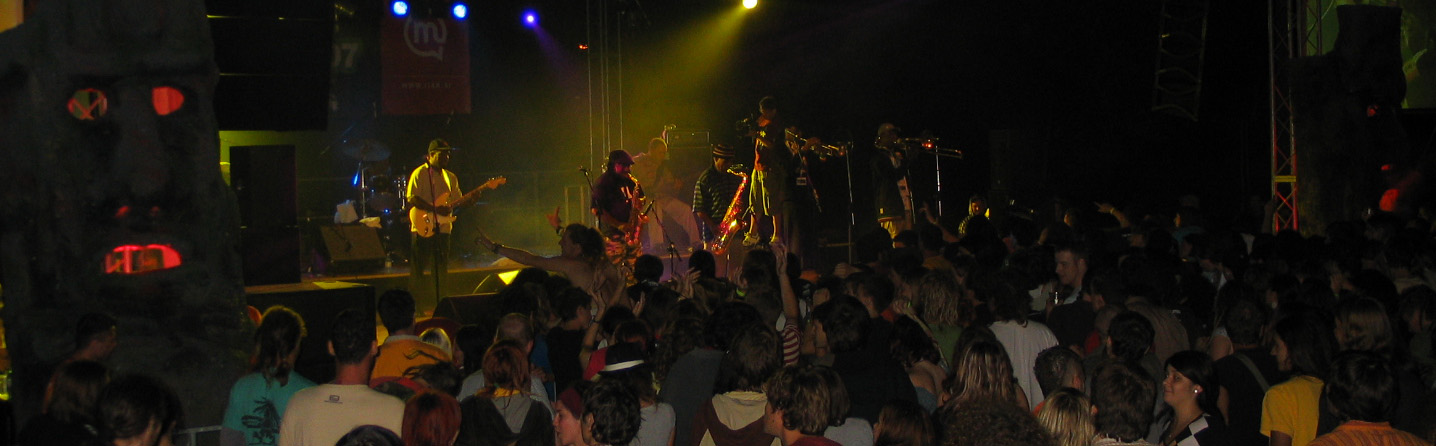
슬로베니아에서의 2007년 공연 모습

더 스카탈리테스(The Skatalites)는 자메이카의 스카 밴드이다. 이들은 1963년에서 1965년 사이에 처음 연주했고, 그 기간 동안 가장 잘 알려진 노래 중 많은 것을 녹음했는데, 여기에는 "Guns of Navarone"이 포함된다. 또한 프린스 버스터의 레코드에서 연주했고, 그 기간 동안 녹음한 다른 많은 자메이카 아티스트를 지원했는데, 여기에는 첫 번째 싱글 "Simmer Down"에서 밥 말리 & 더 웨일러스가 포함된다. 1983년에 재결성했고 그 이후로 함께 연주했다.

## 음반

### 스튜디오 앨범
- Ska Authentic (Studio One, 1964)
- Ska Boo-Da-Ba (Top Deck/Doctor Bird, 1966)
- Ska Authentic Vol. 2 (Studio One, 1967)
- Celebration Time (Studio One, 1968)
- The Skatalite! (Treasure Isle, 1969)
- The Legendary Skatalites/African Roots Lloyd Brevett with the Skatalites (Jam Sounds, 1975/United Artists, 1976)
- Rolling Steady: The 1983 Music Mountain Sessions (Motion, recorded 1983, released 2007)
- Return of the Big Guns (Island, 1984)
- Ska Voovee (Shanachie, 1993)
- Hi-Bop Ska (Shanachie, 1994)
- Greetings from Skamania (Shanachie, 1996)
- Ball of Fire (Island, 1998)
- Bashaka with Ken Boothe (Marston Recording Corporation, 2000)
- From Paris with Love (World Village, 2002/Wrasse, 2009)
- On the Right Track (AIM, 2007)
- Walk With Me (2012)
- Platinum Ska (Island Empire, 2016)